# Tinamou des tépuis
Crypturellus ptaritepui
Espèce
Statut de conservation UICN

 LC  : Préoccupation mineure
Le Tinamou des tépuis (Crypturellus ptaritepui) est une espèce d'oiseaux de la famille des Tinamidae.

## Répartition
Comme son nom le suggère, cet oiseau est endémique des tepuys du sud du Venezuela.